# Moschea degli Omayyadi di Aleppo
La moschea degli Omayyadi di Aleppo (in arabo الجامع الأموي ﺑﺤﻠﺐ‎?, al-Jāmiʿ al-Umawiyyī bi-Ḥalab, detta anche grande moschea d'Aleppo (in arabo جامع الكبير ﺑﺤﻠﺐ ‎?, Jāmiʿ al-Kabīr bi-Ḥalab) è la più grande e la più antica moschea della città di Aleppo, nel nord della Siria. Si trova nel quartiere al-Jallūm dell'antica città di Aleppo, patrimonio dell'umanità, vicino all'ingresso di al-Madīna Sūq. La moschea viene additata come luogo di conservazione dei resti di Zaccaria, il padre di Giovanni Battista, entrambi venerati nell'islam e nel cristianesimo. È stata costruita all'inizio dell'VIII secolo d.C. per volere del Califfo omayyade al-Walīd I. Tuttavia, l'attuale edificio risale all'XI secolo. Il minareto fu costruito nel 1090 e fu distrutto durante i combattimenti nella guerra civile siriana nell'aprile 2013.

## Storia
L'attuale moschea risale al periodo mamelucco del XIII secolo e solo il minareto selgiuchide del 1090 è più antico. La moschea è situata nella città vecchia e i musulmani credono che al suo interno si trovi il sepolcro di Zaccaria, ritenuto un profeta dell'Islam, col nome di Zakariyāʾ..
La moschea è stata danneggiata durante la guerra contro i ribelli siriani, e il suo minareto risulta distrutto dal 24 aprile 2013.

## Architettura
La moschea è costruita attorno a una vasta musalla (corte), dietro un'arcata colonnata. La corte è nota per le pietre di color nero e bianco che formano complessi motivi ornamentali geometrici. Essa ospita due fontane per le abluzioni rituali. La principale sala per le preghiere islamiche contiene gli elementi più importanti della moschea: il santuario di Zaccaria, un minbar del XV secolo e un miḥrāb finemente scolpito. In origine, questa grande sala di preghiera aveva un tetto piatto, con una cupola al centro, ma i Mamelucchi lo sostituirono con un complesso sistema di volte a croce con archi e una piccola cupola sulle arcate.

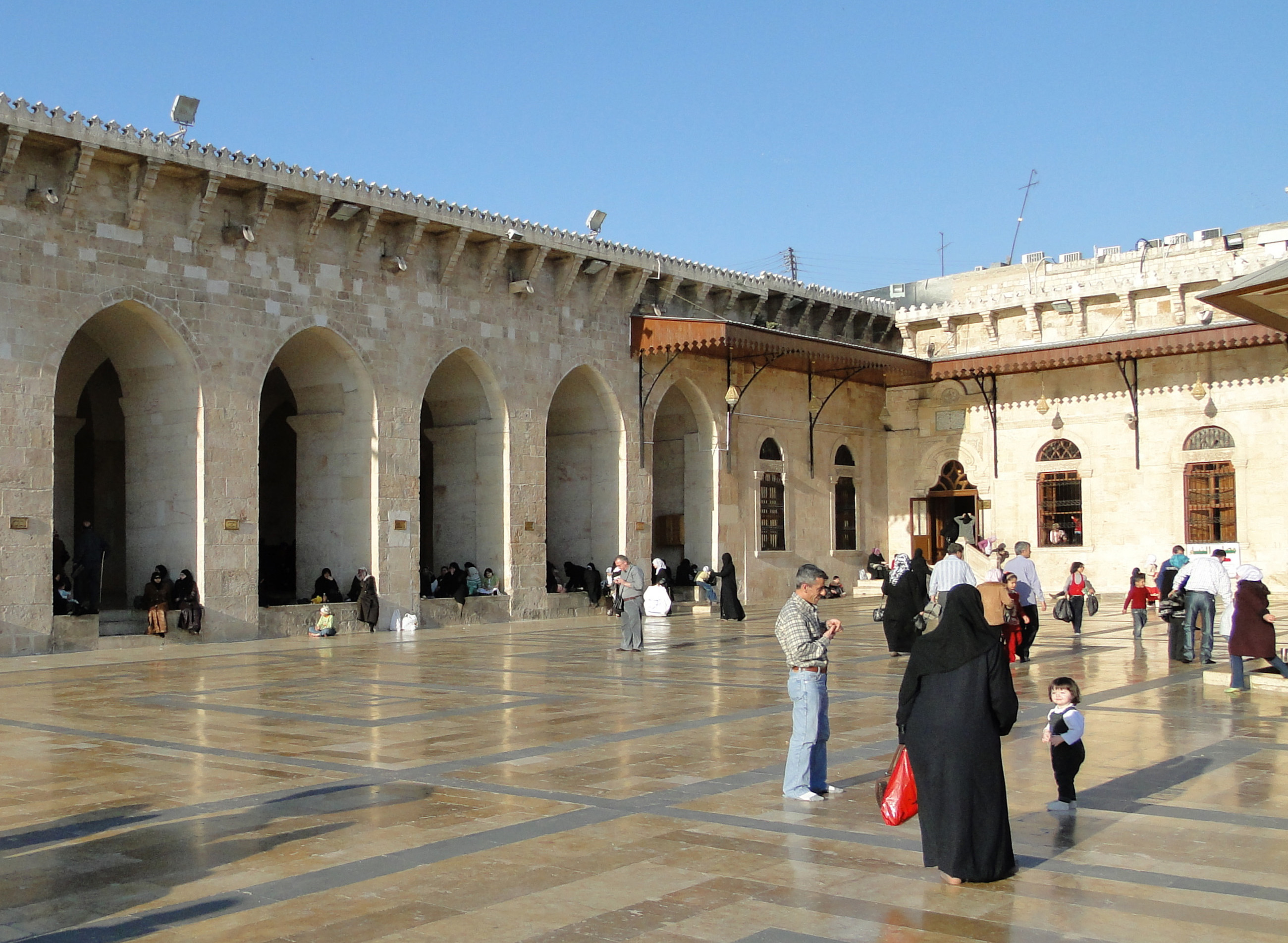
Corte interna della moschea
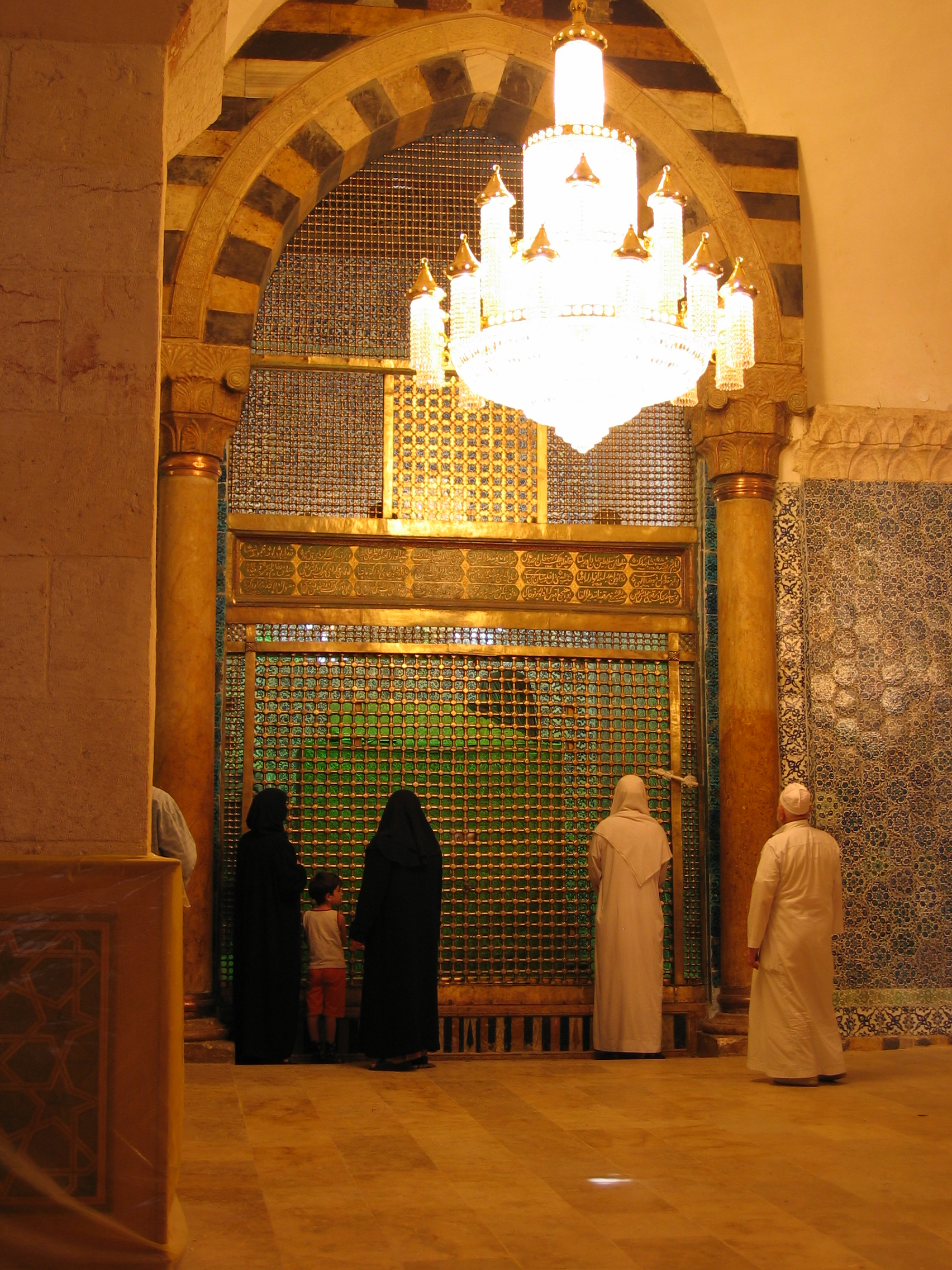
Il santuario di Zaccaria nella moschea
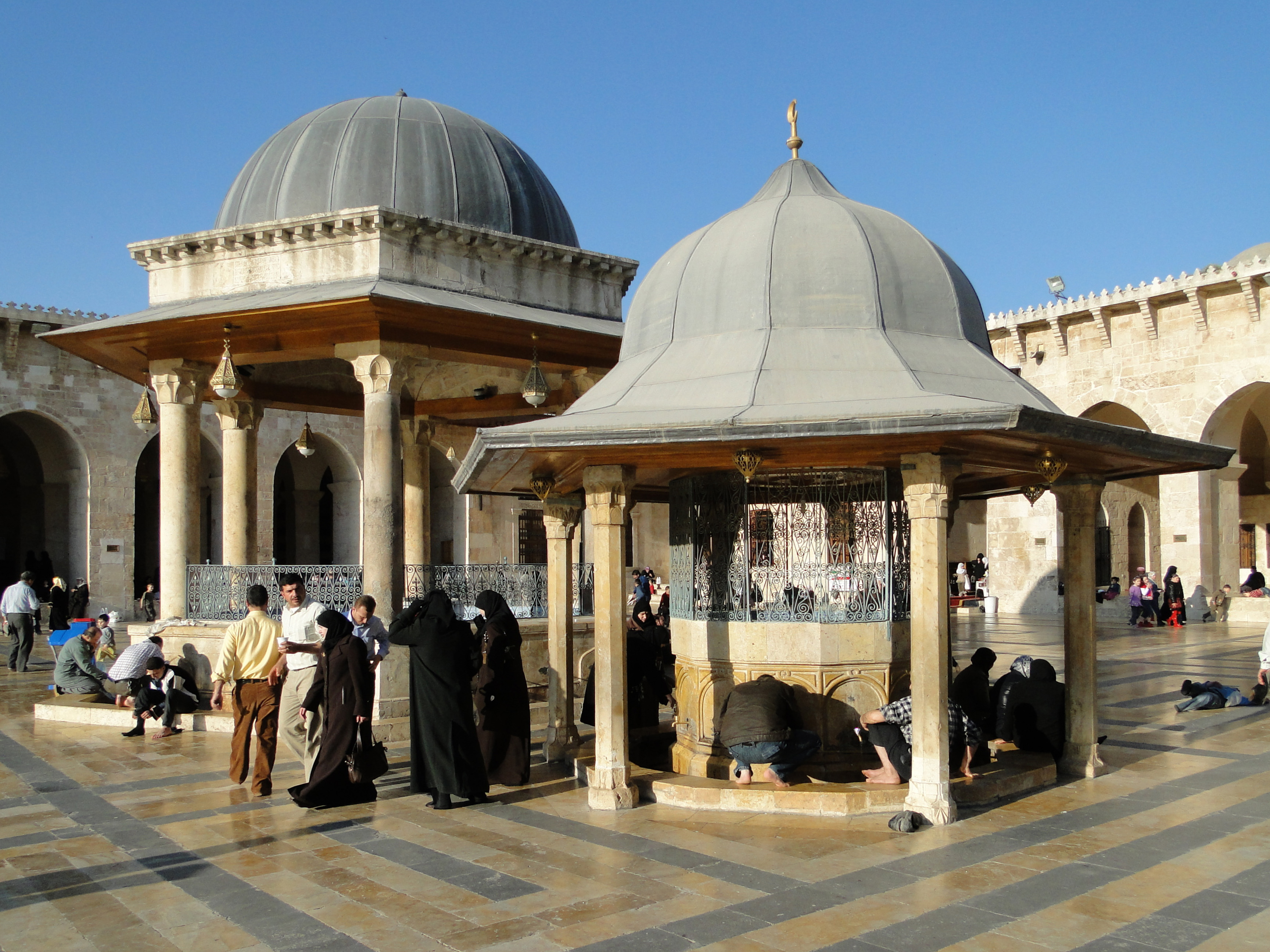
Fontane d'abluzione (sadirvan)
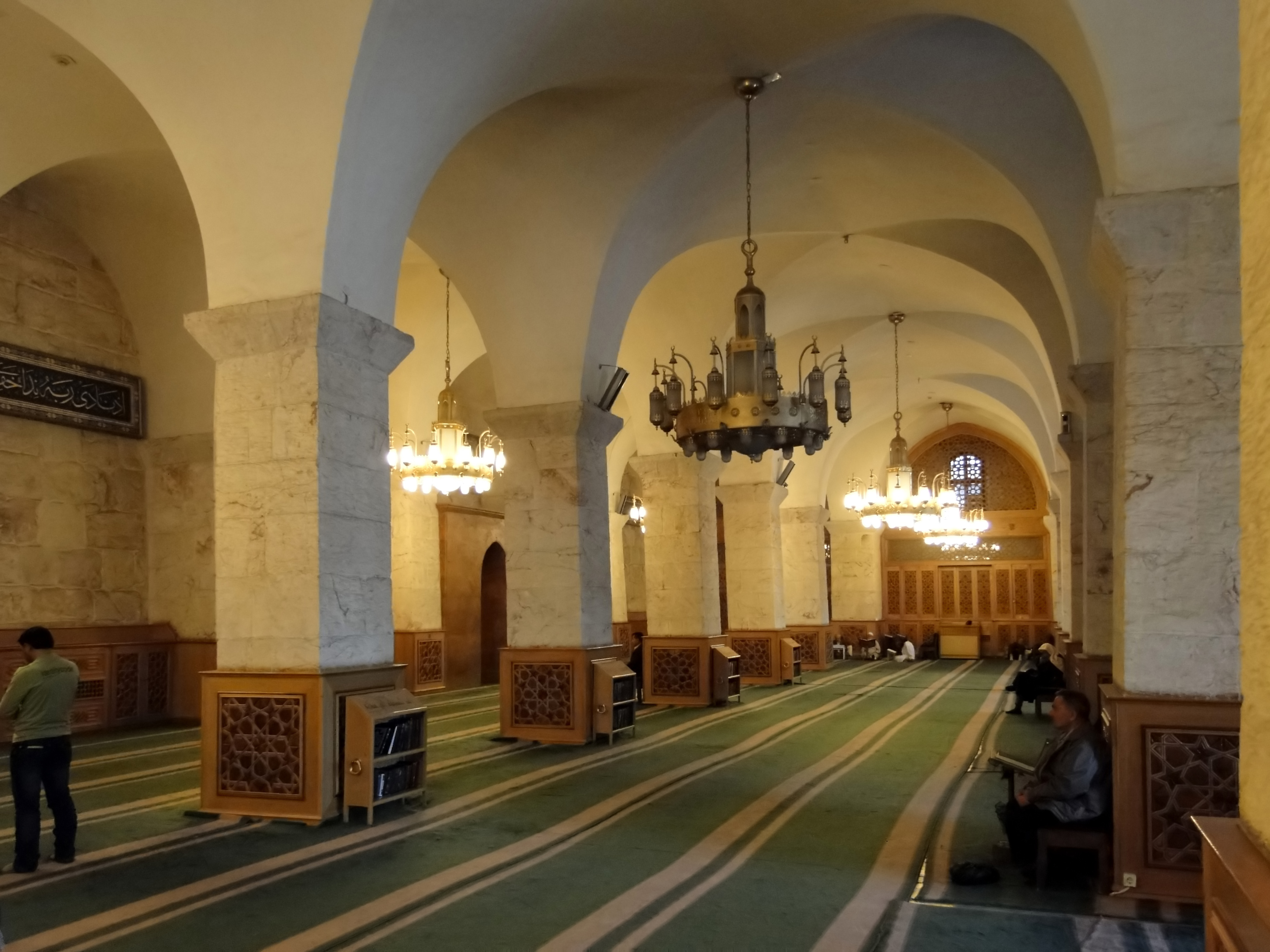
Vista dell'interno
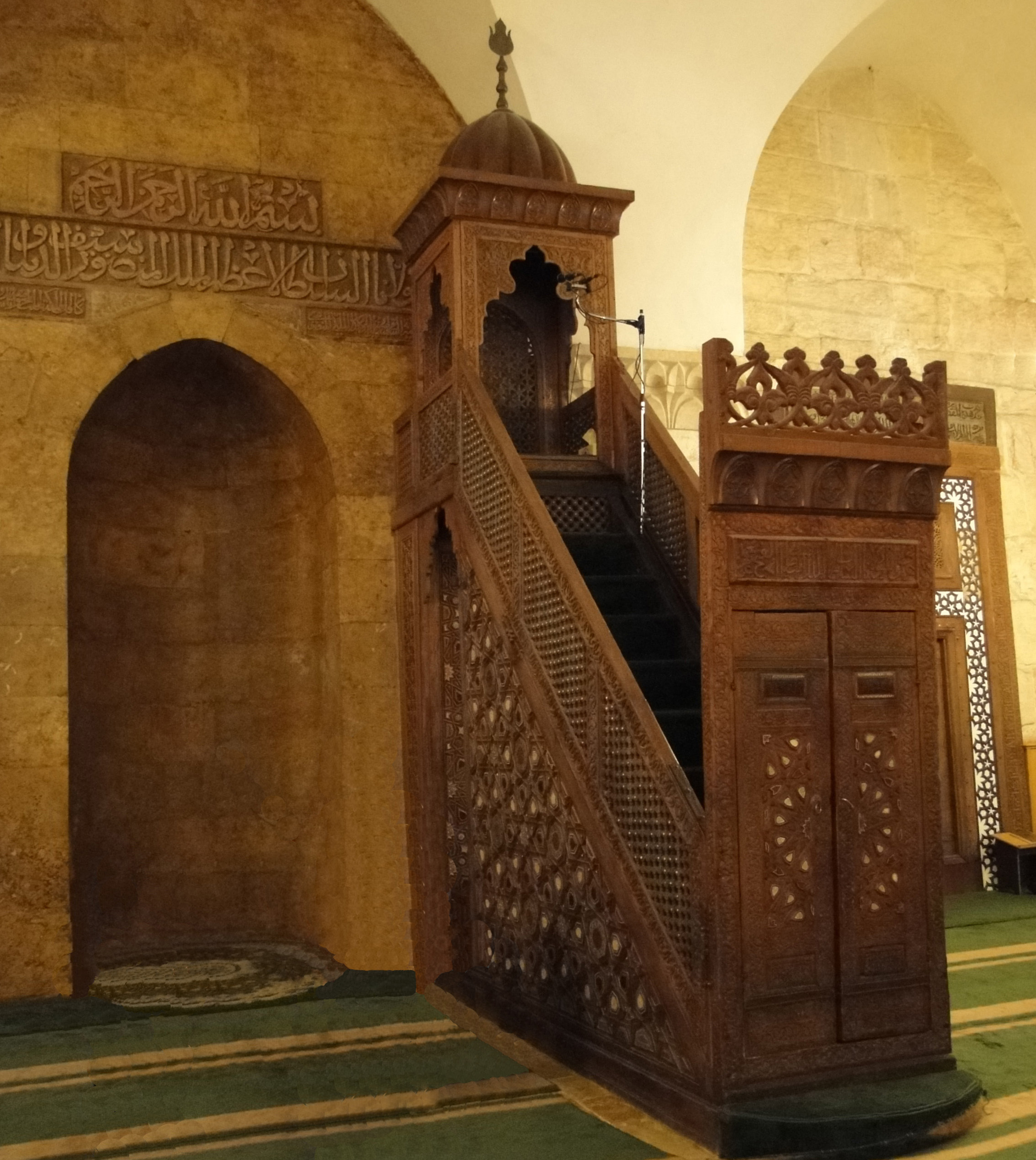
miḥrāb e minbar della moschea
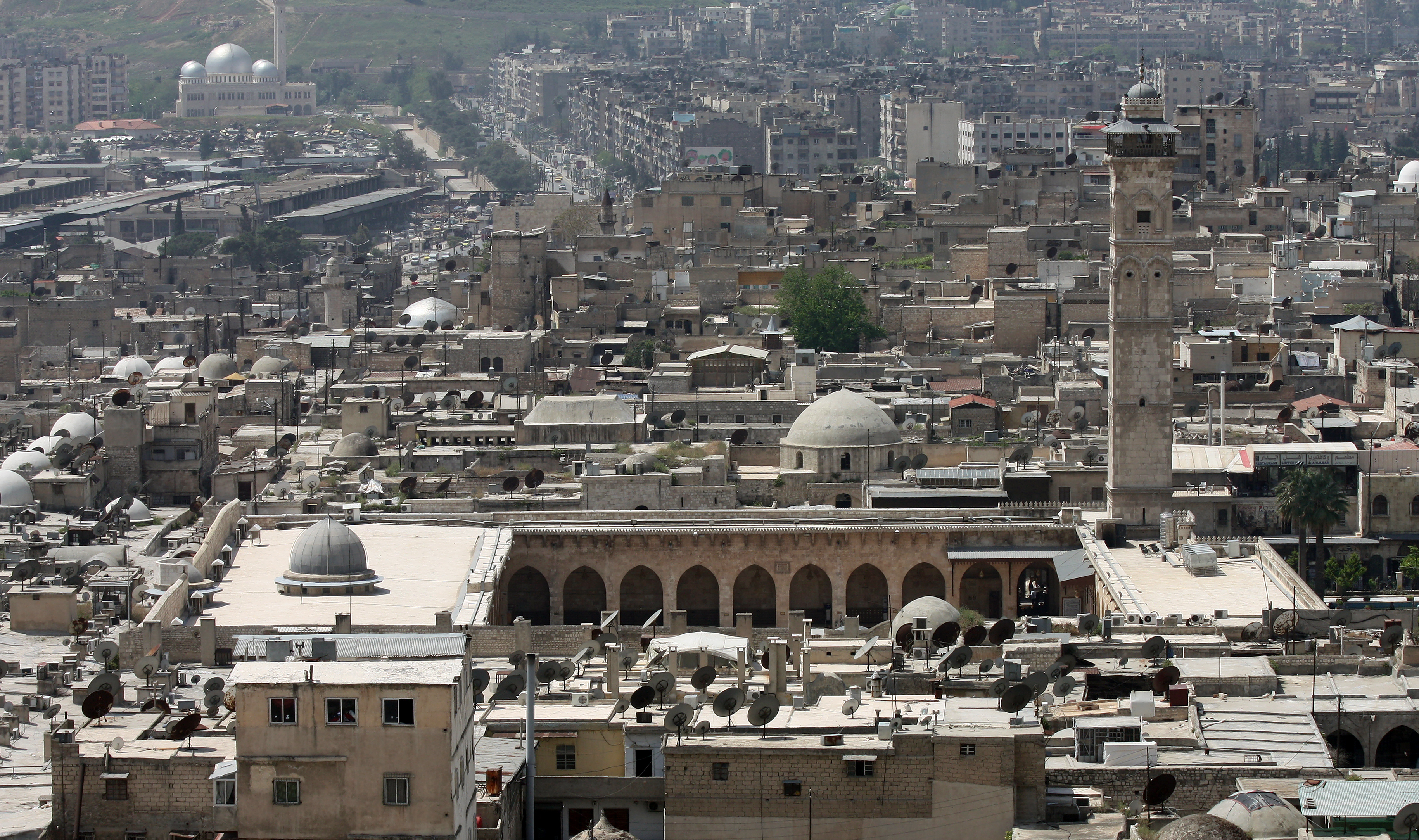
Vista dalla cittadella